# ویلهلم برلین
ویلهلم اوتو یولیوس برلین (به آلمانی: Wilhelm Otto Julius Berlin) (زاده ۲۸ آوریل ۱۸۸۹ - مرگ ۱۵ سپتامبر ۱۹۸۷) یک ژنرال آلمانی در دوره رایش سوم و از ۷ ژانویه ۱۹۴۳ تا ۱۱ می ۱۹۴۴ فرمانده لشکر ۲۲۷ پیاده ورماخت بود.